# Bosarp
Bosarp är en ort i Eslövs kommun i Skåne län, belägen norr om Eslöv.
Bosarp är kyrkby i Bosarps socken. Bosarps kyrka ligger här.
Namnet kommer av mansnamnet Bose, som i genitiv heter Bosa, och torp i betydelsen "nybygge"
Bosarps Jär avsattes som naturreservat 1963.
Författaren Frank Heller (pseudonym för Gunnar Serner), född i Lösens socken, var uppvuxen i Bosarp. I sin självbiografi På detta tidens smala näs berättar han bland annat om uppväxtåren i byn. Hans systerdotter, författaren Elsi Rydsjö, är född i Bosarp.